# بیمارستان حضرت ولی‌عصر (بوانات)
بیمارستان ولیعصر بیمارستانی است درمانی واقع در شهر بوانات، استان فارس وابسته به دانشگاه علوم پزشکی شیراز با ظرفیت ۳۳ تخت فعال که در سال ۱۳۷۲ شمسی تأسیس گردید.
بخش‌های بستری موجود در این بیمارستان عبارتند از: جراحی چشم، داخلی، اطفال، جراحی زنان و زایمان، جراحی عمومی، بخش اورژانس، ccu و پست پارتوم